# Галанопулос, Константинос
Константинос Галанопулос (греч. Κωνσταντίνος Γαλανόπουλος; род. 28 декабря 1997, Афины) — греческий футболист, полузащитник клуба АЕК и сборной Греции.

## Клубная карьера
Константинос является воспитанником АЕКа, в академию которого перешёл в 2011 году. Закончил её в 2015-м, подписав 21 августа с клубом свой первый профессиональный контракт сроком на три года. 31 мая 2016 года дебютировал в греческом чемпионате в поединке против «Паниониса», выйдя на замену после перерыва вместо Бруно Сукулини.
28 июля 2016 года дебютировал в международных матчах, в поединке третьего квалификационного раунда Лиги Европы против «Сент-Этьена», выйдя на замену на 67-й минуте вместо Рональда Варгаса.

## Карьера в сборной
Выступал за юношеские сборные Греции различных возрастов. Вместе со сборной до 19 лет принимал участие в отборочных играх к чемпионату Европы 2016 года среди юношей до 19 лет.

## Достижения
- Серебряный призёр чемпионата Греции по футболу: 2015/16